# Zdrawko Zdrawkow
Zdrawko Stojanow Zdrawkow (bułg. Здравко Стоянов Здравков, ur. 4 października 1970 w Sofii) – bułgarski piłkarz występujący na pozycji bramkarza.

## Życiorys
Piłkarską karierę zaczynał w barwach Lewskiego Sofia, gdzie miał zostać następcą Borisława Michajłowa, ale najczęściej był zmiennikiem Płamena Nikołowa. W ciągu sześciu lat gry w Lewskim wywalczył trzy tytuły mistrza Bułgarii oraz tyleż razy zwyciężał w rozgrywkach o krajowy Puchar. W 1995 przeniósł się do Slawii Sofia i dopiero skuteczna gra w tym klubie otworzyła mu drogę do reprezentacji oraz zagranicznego transferu.
Od 1997 roku, z krótkimi przerwami na występy w Czerno More Warna (runda jesienna 2002–2003) i Liteksie Łowecz (runda wiosenna 2003–2004), był zawodnikiem klubów tureckich: trzykrotnie Istanbulsporu, a także Adanasporu oraz – od 2004 roku – Çaykuru Rizespor. Drużyny te zwykle musiały walczyć o pozostanie w lidze.
18 marca 2007 roku Zdrawkow ogłosił, że zakończy piłkarską karierę po sezonie 2006–2007, i tak też uczynił.
Jednak w styczniu 2009 roku – po prawie dwu latach przerwy – powrócił do czynnego uprawiania futbolu. Został włączony do kadry Slawii Sofia jako zmiennik Jordana Gospodinowa. Pozostał w Slawii do końca rozgrywek. Następnie ponownie powrócił na piłkarską emeryturę.
Z reprezentacją Bułgarii, w której barwach rozegrał 70 meczów, brał udział w Euro 1996 (jako zmiennik Michajłowa) oraz Mundialu 1998 (wszystkie mecze) i Euro 2004 (wszystkie mecze). Po tym ostatnim turnieju, na którym w trzech spotkaniach przepuścił dziewięć goli, stracił miejsce w drużynie narodowej. Nowy selekcjoner Christo Stoiczkow postawił na Dimityra Iwankowa.

## Sukcesy piłkarskie
- mistrzostwo Bułgarii 1993, 1994 i 1995 oraz Puchar Bułgarii 1991, 1992 i 1994 z Lewskim Sofia
- mistrzostwo Bułgarii 1996 i Puchar Bułgarii 1996 ze Slawią Sofia